# Flurin Randegger
Pour les articles homonymes, voir Randegger.
Flurin Randegger (né le 1er mai 1988 à Bâle, en Suisse) est un joueur professionnel suisse de hockey sur glace qui évolue en position d'ailier ou de défenseur.
Il est le fils de l'homme politique Johannes Randegger, membre du Conseil national de 2003 à 2007. Son frère aîné Gian-Andrea est également un joueur de hockey professionnel.

## Biographie
Natif de Bâle, Flurin Randegger commence sa formation au hockey au club local, le HC Bâle, avant de la continuer au HC Olten puis au HC Davos. Avec ce dernier, pour lequel son frère aîné Gian-Andrea joue aussi, il fait ses débuts professionnels au cours de la saison 2006-2007 en Ligue nationale A, participant à la conquête du titre de champion de Suisse. Au cours de l'édition suivante, il participe à la coupe d'Europe des clubs champions où Davos est éliminé au premier tour. Il dispute aussi quelques parties avec l'équipe junior de Suisse en Ligue nationale B et est prêté au HC Thurgovie également en LNB.
En 2008, il joint le SC Langenthal de la LNB, réalisant sa meilleure saison avec 33 points marqués en 40 parties jouées. Il est ensuite prêté au HC Bienne et l'aide à se maintenir en LNA.
En avril 2009, il signe avec le Genève-Servette HC de la LNA. Au cours de sa première saison sur les bords du Lac Léman, il est assigné au Lausanne HC avec lequel il remporte la LNB. Grison de souche, Randegger réalise un rêve d'enfant en participant en décembre 2010 à la Coupe Spengler. Les Aigles, surnom du club genévois, s'inclinent en demi-finale face au futur vainqueur, le SKA Saint-Pétersbourg. En février 2011, son frère Gian-Andrea le rejoint à Genève en signant un contrat de deux ans avec le GSHC.

## Statistiques
| Saison    | Équipe             | Ligue |    | Saison régulière | Saison régulière | Saison régulière | Saison régulière | Saison régulière |   | Séries éliminatoires | Séries éliminatoires | Séries éliminatoires | Séries éliminatoires | Séries éliminatoires |
| Saison    | Équipe             | Ligue | PJ | B                | A                | Pts              | Pun              | PJ               | B | A                    | Pts                  | Pun                  |                      |                      |
| 2006-2007 | HC Davos           | LNA   | 7  | 0                | 0                | 0                | 0                | 9                | 0 | 1                    | 1                    | 0                    |                      |                      |
| 2006-2007 | HC Coire           | LNB   | 4  | 2                | 0                | 2                | 4                | -                | - | -                    | -                    | -                    |                      |                      |
| 2007-2008 | HC Davos           | LNA   | 14 | 1                | 0                | 1                | 0                | 1                | 0 | 0                    | 0                    | 0                    |                      |                      |
| 2007-2008 | Suisse -20 ans     | LNB   | 2  | 0                | 0                | 0                | 12               | -                | - | -                    | -                    | -                    |                      |                      |
| 2007-2008 | HC Thurgovie       | LNB   | 7  | 2                | 5                | 7                | 4                | -                | - | -                    | -                    | -                    |                      |                      |
| 2008-2009 | SC Langenthal      | LNB   | 40 | 17               | 16               | 33               | 10               | 5                | 0 | 3                    | 3                    | 8                    |                      |                      |
| 2008-2009 | HC Bienne          | LNA   | -  | -                | -                | -                | -                | 14               | 2 | 1                    | 3                    | 0                    |                      |                      |
| 2009-2010 | Genève-Servette HC | LNA   | 40 | 2                | 1                | 3                | 4                | -                | - | -                    | -                    | -                    |                      |                      |
| 2009-2010 | Lausanne HC        | LNB   | 18 | 2                | 5                | 7                | 2                | 24               | 8 | 8                    | 16                   | 8                    |                      |                      |
| 2010-2011 | Genève-Servette HC | LNA   | 50 | 6                | 10               | 16               | 18               | 6                | 1 | 0                    | 1                    | 2                    |                      |                      |
| 2010-2011 | Lausanne HC        | LNB   | 2  | 1                | 0                | 1                | 0                | -                | - | -                    | -                    | -                    |                      |                      |
| 2011-2012 | Genève-Servette HC | LNA   | 44 | 4                | 7                | 11               | 33               | 9                | 2 | 0                    | 2                    | 4                    |                      |                      |
| 2012-2013 | CP Berne           | LNA   | 34 | 2                | 3                | 5                | 6                | 20               | 0 | 2                    | 2                    | 12                   |                      |                      |
| 2013-2014 | CP Berne           | LNA   | 29 | 2                | 1                | 3                | 4                | -                | - | -                    | -                    | -                    |                      |                      |
| 2014-2015 | CP Berne           | LNA   | 50 | 2                | 3                | 5                | 22               | 10               | 0 | 1                    | 1                    | 2                    |                      |                      |
| 2015-2016 | CP Berne           | LNA   | 48 | 5                | 8                | 13               | 14               | 11               | 1 | 1                    | 2                    | 4                    |                      |                      |
| 2016-2017 | CP Berne           | LNA   | 42 | 6                | 0                | 6                | 18               | 16               | 0 | 0                    | 0                    | 6                    |                      |                      |
| 2017-2018 | CP Berne           | LNA   | 48 | 0                | 6                | 6                | 8                | 10               | 0 | 0                    | 0                    | 2                    |                      |                      |

| Année     | Équipe   | Compétition      |   | PJ | B | A | Pts | Pun                            |  | Résultat |
| 2007-2008 | HC Davos | CE               | 2 | 0  | 0 | 0 | 0   | 3e place de la division Hlinka |  |          |
| 2012      | CP Berne | Trophée européen | 7 | 3  | 1 | 4 | 0   | 5e place de la division Est    |  |          |

## Trophées et honneurs personnels
- Ligue nationale A
  - Champion de LNA 2007 avec le HC Davos.
- Ligue nationale B
  - Champion de LNB 2010 avec le Lausanne HC.